# Église Saint-Pierre de Saint-Pierremont
L'église Saint-Pierre est une église située à Saint-Pierremont, en France.

## Description
La nef et le portail sont du XVIIIe siècle et ne présentent pas d'intérêt particulier. La partie la plus ancienne est sans doute le chœur, du XIIIe siècle. Ce chœur est à  deux travées et se termine en chevet plat, selon la tradition cistercienne (qui place le chœur des moines non pas après la croisée du transept mais dans la nef centrale). Ces travées sont voutées sur croisées d'ogives, et des arcs formerets les renforcent. Le profil des ogives est caractéristique de l'art gothique de cette époque. Les murs sont ornés à leur base d'une arcature aveugle formée d'arcs brisés.
Le maître-autel comporte quatre colonnes corinthiennes de marbre noir supportant un entablement,.

## Localisation
L'église est située sur la commune de Saint-Pierremont, dans le département français des Ardennes. 

## Historique
Au XIIIe siècle, le village de Saint-Pierremont avait comme seigneur l'abbaye de Saint-Denis de Reims. Au XVIIe siècle, Jean Mabillon naquit dans ce village et fut baptisé dans cette église.
L'édifice est inscrit au titre des monuments historiques en 1926.